# NRL 1998/Ergebnisse
Diese Liste enthält die Ergebnisse der regulären Saison der NRL 1998. Die reguläre Saison startete am 13. März und endete am 23. August. Sie umfasste 24 Runden.

## Runde 1
| 13. März | Adelaide Rams | 8 : 18 | North Queensland Cowboys | Adelaide Oval, Adelaide Zuschauer: 11.289 Schiedsrichter: Matt Hewitt |
| 13. März | Bericht       |        |                          | Adelaide Oval, Adelaide Zuschauer: 11.289 Schiedsrichter: Matt Hewitt |

| 13. März | Auckland Warriors | 18 : 24 | South Sydney Rabbitohs | Mount Smart Stadium, Auckland Zuschauer: 9.500 Schiedsrichter: Eddie Ward |
| 13. März | (10:10) Bericht   |         |                        | Mount Smart Stadium, Auckland Zuschauer: 9.500 Schiedsrichter: Eddie Ward |

| 13. März | Brisbane Broncos | 22 : 6 | Manly-Warringah Sea Eagles | Queen Elizabeth II Stadium, Brisbane Zuschauer: 39.109 Schiedsrichter: Bill Harrigan |
| 13. März | Bericht          |        |                            | Queen Elizabeth II Stadium, Brisbane Zuschauer: 39.109 Schiedsrichter: Bill Harrigan |

| 14. März | Balmain Tigers | 40 : 6 | Gold Coast Chargers | Leichhardt Oval, Sydney Zuschauer: 7.120 Schiedsrichter: Steve Chiddy |
| 14. März | Bericht        |        |                     | Leichhardt Oval, Sydney Zuschauer: 7.120 Schiedsrichter: Steve Chiddy |

| 14. März | Cronulla-Sutherland Sharks | 14 : 36 | Sydney City Roosters | Endeavour Field, Sydney Zuschauer: 17.828 Schiedsrichter: Paul Simpkins |
| 14. März | Bericht                    |         |                      | Endeavour Field, Sydney Zuschauer: 17.828 Schiedsrichter: Paul Simpkins |

| 14. März | Illawarra Steelers | 12 : 14 | Melbourne Storm | Wollongong Showground, Wollongong Zuschauer: 10.695 Schiedsrichter: Sean Hampstead |
| 14. März | Bericht            |         |                 | Wollongong Showground, Wollongong Zuschauer: 10.695 Schiedsrichter: Sean Hampstead |

| 14. März | Parramatta Eels | 27 : 16 | Penrith Panthers | Parramatta Stadium, Sydney Zuschauer: 12.222 Schiedsrichter: Steve Clark |
| 14. März | Bericht         |         |                  | Parramatta Stadium, Sydney Zuschauer: 12.222 Schiedsrichter: Steve Clark |

| 15. März | Canterbury-Bankstown Bulldogs | 20 : 10 | Canberra Raiders | Belmore Sportsground, Sydney Zuschauer: 8.453 Schiedsrichter: Brian Grant |
| 15. März | Bericht                       |         |                  | Belmore Sportsground, Sydney Zuschauer: 8.453 Schiedsrichter: Brian Grant |

| 15. März | North Sydney Bears | 14 : 18 | Newcastle Knights | North Sydney Oval, Sydney Zuschauer: 11.268 Schiedsrichter: Paul McBlane |
| 15. März | Bericht            |         |                   | North Sydney Oval, Sydney Zuschauer: 11.268 Schiedsrichter: Paul McBlane |

| 15. März | St. George Dragons | 36 : 18 | Western Suburbs Magpies | Kogarah Oval, Sydney Zuschauer: 7.206 Schiedsrichter: Tim Mander |
| 15. März | Bericht            |         |                         | Kogarah Oval, Sydney Zuschauer: 7.206 Schiedsrichter: Tim Mander |

## Runde 2
| 20. März | Sydney City Roosters | 8 : 26 | North Sydney Bears | Sydney Football Stadium, Sydney Zuschauer: 15.221 Schiedsrichter: Steve Clark |
| 20. März | Bericht              |        |                    | Sydney Football Stadium, Sydney Zuschauer: 15.221 Schiedsrichter: Steve Clark |

| 21. März | Gold Coast Chargers | 12 : 14 | Parramatta Eels | Carrara Stadium, Gold Coast Zuschauer: 9.734 Schiedsrichter: Matt Hewitt |
| 21. März | Bericht             |         |                 | Carrara Stadium, Gold Coast Zuschauer: 9.734 Schiedsrichter: Matt Hewitt |

| 21. März | Newcastle Knights | 33 : 4 | Auckland Warriors | Hunter Stadium, Newcastle Zuschauer: 23.503 Schiedsrichter: Paul Simpkins |
| 21. März | Bericht           |        |                   | Hunter Stadium, Newcastle Zuschauer: 23.503 Schiedsrichter: Paul Simpkins |

| 21. März | North Queensland Cowboys | 26 : 2 | Balmain Tigers | Willows Sports Complex, Townsville Zuschauer: 18.399 Schiedsrichter: Eddie Ward |
| 21. März | Bericht                  |        |                | Willows Sports Complex, Townsville Zuschauer: 18.399 Schiedsrichter: Eddie Ward |

| 21. März | Penrith Panthers | 28 : 24 | Canberra Raiders | Penrith Park, Sydney Zuschauer: 7.290 Schiedsrichter: Bill Harrigan |
| 21. März | Bericht          |         |                  | Penrith Park, Sydney Zuschauer: 7.290 Schiedsrichter: Bill Harrigan |

| 22. März | Canterbury-Bankstown Bulldogs | 12 : 20 | Brisbane Broncos | Belmore Sportsground, Sydney Zuschauer: 10.962 Schiedsrichter: Tim Mander |
| 22. März | Bericht                       |         |                  | Belmore Sportsground, Sydney Zuschauer: 10.962 Schiedsrichter: Tim Mander |

| 22. März | Manly-Warringah Sea Eagles | 22 : 6 | Adelaide Rams | Brookvale Oval, Sydney Zuschauer: 6.434 Schiedsrichter: Sean Hampstead |
| 22. März | Bericht                    |        |               | Brookvale Oval, Sydney Zuschauer: 6.434 Schiedsrichter: Sean Hampstead |

| 22. März | St. George Dragons | 14 : 20 | Cronulla-Sutherland Sharks | Kogarah Oval, Sydney Zuschauer: 15.189 Schiedsrichter: Brian Grant |
| 22. März | Bericht            |         |                            | Kogarah Oval, Sydney Zuschauer: 15.189 Schiedsrichter: Brian Grant |

| 22. März | South Sydney Rabbitohs | 14 : 22 | Illawarra Steelers | Sydney Football Stadium, Sydney Zuschauer: 8.708 Schiedsrichter: Paul McBlane |
| 22. März | Bericht                |         |                    | Sydney Football Stadium, Sydney Zuschauer: 8.708 Schiedsrichter: Paul McBlane |

| 22. März | Western Suburbs Magpies | 16 : 26 | Melbourne Storm | Campbelltown Stadium, Sydney Zuschauer: 6.939 Schiedsrichter: Steve Chiddy |
| 22. März | Bericht                 |         |                 | Campbelltown Stadium, Sydney Zuschauer: 6.939 Schiedsrichter: Steve Chiddy |

## Runde 3
| 27. März | Adelaide Rams   | 22 : 20 | Canterbury-Bankstown Bulldogs | Adelaide Oval, Adelaide Zuschauer: 8.390 Schiedsrichter: Bill Harrigan |
| 27. März | (12:10) Bericht |         |                               | Adelaide Oval, Adelaide Zuschauer: 8.390 Schiedsrichter: Bill Harrigan |

| 27. März | Auckland Warriors | 25 : 14 | Sydney City Roosters | Mount Smart Stadium, Auckland Zuschauer: 9.000 Schiedsrichter: Tim Mander |
| 27. März | Bericht           |         |                      | Mount Smart Stadium, Auckland Zuschauer: 9.000 Schiedsrichter: Tim Mander |

| 27. März | Balmain Tigers | 18 : 4 | Manly-Warringah Sea Eagles | Leichhardt Oval, Sydney Zuschauer: 15.079 Schiedsrichter: Paul McBlane |
| 27. März | Bericht        |        |                            | Leichhardt Oval, Sydney Zuschauer: 15.079 Schiedsrichter: Paul McBlane |

| 28. März | Brisbane Broncos | 26 : 18 | Penrith Panthers | Queen Elizabeth II Stadium, Brisbane Zuschauer: 18.570 Schiedsrichter: Brian Grant |
| 28. März | Bericht          |         |                  | Queen Elizabeth II Stadium, Brisbane Zuschauer: 18.570 Schiedsrichter: Brian Grant |

| 28. März | Cronulla-Sutherland Sharks | 18 : 26 | Melbourne Storm | Endeavour Field, Sydney Zuschauer: 11.346 Schiedsrichter: Eddie Ward |
| 28. März | Bericht                    |         |                 | Endeavour Field, Sydney Zuschauer: 11.346 Schiedsrichter: Eddie Ward |

| 28. März | Illawarra Steelers | 18 : 37 | Newcastle Knights | Wollongong Showground, Wollongong Zuschauer: 9.141 Schiedsrichter: Steve Clark |
| 28. März | Bericht            |         |                   | Wollongong Showground, Wollongong Zuschauer: 9.141 Schiedsrichter: Steve Clark |

| 29. März | Canberra Raiders | 18 : 4 | Gold Coast Chargers | Fisher Park, Cootamundra Zuschauer: 6.432 Schiedsrichter: Sean Hampstead |
| 29. März | Bericht          |        |                     | Fisher Park, Cootamundra Zuschauer: 6.432 Schiedsrichter: Sean Hampstead |

| 29. März | North Sydney Bears | 28 : 8 | St. George Dragons | North Sydney Oval, Sydney Zuschauer: 11.418 Schiedsrichter: Paul Simpkins |
| 29. März | Bericht            |        |                    | North Sydney Oval, Sydney Zuschauer: 11.418 Schiedsrichter: Paul Simpkins |

| 29. März | Parramatta Eels | 15 : 16 | North Queensland Cowboys | Parramatta Stadium, Sydney Zuschauer: 10.177 Schiedsrichter: Steve Chiddy |
| 29. März | Bericht         |         |                          | Parramatta Stadium, Sydney Zuschauer: 10.177 Schiedsrichter: Steve Chiddy |

| 29. März | Western Suburbs Magpies | 42 : 6 | South Sydney Rabbitohs | Campbelltown Stadium, Sydney Zuschauer: 9.304 Schiedsrichter: Matt Hewitt |
| 29. März | Bericht                 |        |                        | Campbelltown Stadium, Sydney Zuschauer: 9.304 Schiedsrichter: Matt Hewitt |

## Runde 4
| 3. April | Manly-Warringah Sea Eagles | 10 : 34 | Parramatta Eels | Brookvale Oval, Sydney Zuschauer: 14.366 Schiedsrichter: Bill Harrigan |
| 3. April | Bericht                    |         |                 | Brookvale Oval, Sydney Zuschauer: 14.366 Schiedsrichter: Bill Harrigan |

| 3. April | Melbourne Storm | 24 : 16 | North Sydney Bears | Olympic Park Stadium, Melbourne Zuschauer: 20.522 Schiedsrichter: Tim Mander |
| 3. April | Bericht         |         |                    | Olympic Park Stadium, Melbourne Zuschauer: 20.522 Schiedsrichter: Tim Mander |

| 3. April | Sydney City Roosters | 30 : 16 | Illawarra Steelers | Sydney Football Stadium, Sydney Zuschauer: 7.106 Schiedsrichter: Paul McBlane |
| 3. April | Bericht              |         |                    | Sydney Football Stadium, Sydney Zuschauer: 7.106 Schiedsrichter: Paul McBlane |

| 4. April | North Queensland Cowboys | 14 : 12 | Canberra Raiders | Willows Sport Complex, Townsville Zuschauer: 20.048 Schiedsrichter: Steve Clark |
| 4. April | Bericht                  |         |                  | Willows Sport Complex, Townsville Zuschauer: 20.048 Schiedsrichter: Steve Clark |

| 4. April | St. George Dragons | 28 : 24 | Auckland Warriors | Kogarah Oval, Sydney Zuschauer: 10.003 Schiedsrichter: Sean Hampstead |
| 4. April | Bericht            |         |                   | Kogarah Oval, Sydney Zuschauer: 10.003 Schiedsrichter: Sean Hampstead |

| 4. April | South Sydney Rabbitohs | 2 : 6 | Cronulla-Sutherland Sharks | Sydney Football Stadium, Sydney Zuschauer: 6.144 Schiedsrichter: Paul Simpkins |
| 4. April | Bericht                |       |                            | Sydney Football Stadium, Sydney Zuschauer: 6.144 Schiedsrichter: Paul Simpkins |

| 5. April | Canterbury-Bankstown Bulldogs | 10 : 24 | Balmain Tigers | Belmore Sportsground, Sydney Zuschauer: 10.152 Schiedsrichter: Eddie Ward |
| 5. April | Bericht                       |         |                | Belmore Sportsground, Sydney Zuschauer: 10.152 Schiedsrichter: Eddie Ward |

| 5. April | Gold Coast Chargers | 18 : 40 | Brisbane Broncos | Carrara Stadium, Gold Coast Zuschauer: 13.126 Schiedsrichter: Matt Hewitt |
| 5. April | Bericht             |         |                  | Carrara Stadium, Gold Coast Zuschauer: 13.126 Schiedsrichter: Matt Hewitt |

| 5. April | Newcastle Knights | 34 : 18 | Western Suburbs Magpies | Hunter Stadium, Newcastle Zuschauer: 17.408 Schiedsrichter: Brian Grant |
| 5. April | Bericht           |         |                         | Hunter Stadium, Newcastle Zuschauer: 17.408 Schiedsrichter: Brian Grant |

| 5. April | Penrith Panthers | 54 : 12 | Adelaide Rams | Penrith Park, Sydney Zuschauer: 6.637 Schiedsrichter: Moghseen Jadwat |
| 5. April | Bericht          |         |               | Penrith Park, Sydney Zuschauer: 6.637 Schiedsrichter: Moghseen Jadwat |

## Runde 5
| 9. April | Adelaide Rams | 8 : 16 | Gold Coast Chargers | Adelaide Oval, Adelaide Zuschauer: 7.058 Schiedsrichter: Tim Mander |
| 9. April | Bericht       |        |                     | Adelaide Oval, Adelaide Zuschauer: 7.058 Schiedsrichter: Tim Mander |

| 9. April | Western Suburbs Magpies | 4 : 22 | Sydney City Roosters | Campbelltown Stadium, Sydney Zuschauer: 8.543 Schiedsrichter: Matt Hewitt |
| 9. April | Bericht                 |        |                      | Campbelltown Stadium, Sydney Zuschauer: 8.543 Schiedsrichter: Matt Hewitt |

| 10. April | Auckland Warriors | 16 : 12 | Melbourne Storm | Mount Smart Stadium, Auckland Zuschauer: 14.500 Schiedsrichter: Bill Harrigan |
| 10. April | Bericht           |         |                 | Mount Smart Stadium, Auckland Zuschauer: 14.500 Schiedsrichter: Bill Harrigan |

| 10. April | Newcastle Knights | 24 : 10 | Cronulla-Sutherland Sharks | Hunter Stadium, Newcastle Zuschauer: 20.073 Schiedsrichter: Steve Clark |
| 10. April | Bericht           |         |                            | Hunter Stadium, Newcastle Zuschauer: 20.073 Schiedsrichter: Steve Clark |

| 11. April | Balmain Tigers | 30 : 10 | Penrith Panthers | Leichhardt Oval, Sydney Zuschauer: 8.277 Schiedsrichter: Brian Grant |
| 11. April | Bericht        |         |                  | Leichhardt Oval, Sydney Zuschauer: 8.277 Schiedsrichter: Brian Grant |

| 11. April | Illawarra Steelers | 12 : 19 | St. George Dragons | Wollongong Showground, Wollongong Zuschauer: 9.427 Schiedsrichter: Brian Grant |
| 11. April | Bericht            |         |                    | Wollongong Showground, Wollongong Zuschauer: 9.427 Schiedsrichter: Brian Grant |

| 11. April | Parramatta Eels | 22 : 14 | Canterbury-Bankstown Bulldogs | Parramatta Stadium, Sydney Zuschauer: 14.012 Schiedsrichter: Paul Simpkins |
| 11. April | Bericht         |         |                               | Parramatta Stadium, Sydney Zuschauer: 14.012 Schiedsrichter: Paul Simpkins |

| 12. April | Brisbane Broncos | 58 : 4 | North Queensland Cowboys | Queen Elizabeth II Stadium, Brisbane Zuschauer: 20.904 Schiedsrichter: Eddie Ward |
| 12. April | Bericht          |        |                          | Queen Elizabeth II Stadium, Brisbane Zuschauer: 20.904 Schiedsrichter: Eddie Ward |

| 12. April | Canberra Raiders | 26 : 20 | Manly-Warringah Sea Eagles | Bruce Stadium, Canberra Zuschauer: 13.202 Schiedsrichter: Paul McBlane |
| 12. April | Bericht          |         |                            | Bruce Stadium, Canberra Zuschauer: 13.202 Schiedsrichter: Paul McBlane |

| 12. April | North Sydney Bears | 42 : 8 | South Sydney Rabbitohs | North Sydney Oval, Sydney Zuschauer: 15.077 Schiedsrichter: Moghseen Jadwat |
| 12. April | Bericht            |        |                        | North Sydney Oval, Sydney Zuschauer: 15.077 Schiedsrichter: Moghseen Jadwat |

## Runde 6
| 17. April | Manly-Warringah Sea Eagles | 28 : 4 | Brisbane Broncos | Brookvale Oval, Sydney Zuschauer: 13.194 Schiedsrichter: Steve Clark |
| 17. April | Bericht                    |        |                  | Brookvale Oval, Sydney Zuschauer: 13.194 Schiedsrichter: Steve Clark |

| 17. April | Sydney City Roosters | 50 : 12 | Adelaide Rams | Sydney Football Stadium, Sydney Zuschauer: 6.200 Schiedsrichter: Rod Lawrence |
| 17. April | Bericht              |         |               | Sydney Football Stadium, Sydney Zuschauer: 6.200 Schiedsrichter: Rod Lawrence |

| 18. April | Canberra Raiders | 20 : 22 | Illawarra Steelers | Bruce Stadium, Canberra Zuschauer: 8.238 Schiedsrichter: Sean Hampstead |
| 18. April | Bericht          |         |                    | Bruce Stadium, Canberra Zuschauer: 8.238 Schiedsrichter: Sean Hampstead |

| 18. April | Cronulla-Sutherland Sharks | 10 : 11 | Balmain Tigers | Endeavour Field, Sydney Zuschauer: 16.598 Schiedsrichter: Bill Harrigan |
| 18. April | Bericht                    |         |                | Endeavour Field, Sydney Zuschauer: 16.598 Schiedsrichter: Bill Harrigan |

| 18. April | North Queensland Cowboys | 17 : 4 | Newcastle Knights | Willows Sports Complex, Townsville Zuschauer: 18.428 Schiedsrichter: Tim Mander |
| 18. April | Bericht                  |        |                   | Willows Sports Complex, Townsville Zuschauer: 18.428 Schiedsrichter: Tim Mander |

| 19. April | Canterbury-Bankstown Bulldogs | 56 : 10 | Gold Coast Chargers | Belmore Sportsground, Sydney Zuschauer: 5.179 Schiedsrichter: Matt Hewitt |
| 19. April | Bericht                       |         |                     | Belmore Sportsground, Sydney Zuschauer: 5.179 Schiedsrichter: Matt Hewitt |

| 19. April | North Sydney Bears | 44 : 26 | Auckland Warriors | North Sydney Oval, Sydney Zuschauer: 10.945 Schiedsrichter: Paul McBlane |
| 19. April | Bericht            |         |                   | North Sydney Oval, Sydney Zuschauer: 10.945 Schiedsrichter: Paul McBlane |

| 19. April | Parramatta Eels | 22 : 32 | Melbourne Storm | Parramatta Stadium, Sydney Zuschauer: 15.434 Schiedsrichter: Brian Grant |
| 19. April | Bericht         |         |                 | Parramatta Stadium, Sydney Zuschauer: 15.434 Schiedsrichter: Brian Grant |

| 19. April | Penrith Panthers | 24 : 30 | St. George Dragons | Penrith Park, Sydney Zuschauer: 12.227 Schiedsrichter: Paul Simpkins |
| 19. April | Bericht          |         |                    | Penrith Park, Sydney Zuschauer: 12.227 Schiedsrichter: Paul Simpkins |

| 19. April | South Sydney Rabbitohs | 41 : 10 | Western Suburbs Magpies | Sydney Football Stadium, Sydney Zuschauer: 6.925 Schiedsrichter: Eddie Ward |
| 19. April | Bericht                |         |                         | Sydney Football Stadium, Sydney Zuschauer: 6.925 Schiedsrichter: Eddie Ward |

## Runde 7
| 25. April | Adelaide Rams | 12 : 22 | Cronulla-Sutherland Sharks | Adelaide Oval, Adelaide Zuschauer: 8.472 Schiedsrichter: Matt Hewitt |
| 25. April | Bericht       |         |                            | Adelaide Oval, Adelaide Zuschauer: 8.472 Schiedsrichter: Matt Hewitt |

| 25. April | Balmain Tigers | 10 : 26 | Canterbury-Bankstown Bulldogs | Leichhardt Oval, Sydney Zuschauer: 18.485 Schiedsrichter: Steve Clark |
| 25. April | Bericht        |         |                               | Leichhardt Oval, Sydney Zuschauer: 18.485 Schiedsrichter: Steve Clark |

| 25. April | Melbourne Storm | 22 : 14 | Penrith Panthers | Olympic Park Stadium, Melbourne Zuschauer: 10.500 Schiedsrichter: Paul McBlane |
| 25. April | Bericht         |         |                  | Olympic Park Stadium, Melbourne Zuschauer: 10.500 Schiedsrichter: Paul McBlane |

| 25. April | North Queensland Cowboys | 16 : 50 | Sydney City Roosters | Willows Sport Complex, Townsville Zuschauer: 21.027 Schiedsrichter: Paul Simpkins |
| 25. April | Bericht                  |         |                      | Willows Sport Complex, Townsville Zuschauer: 21.027 Schiedsrichter: Paul Simpkins |

| 26. April | Auckland Warriors | 14 : 38 | Newcastle Knights | Mount Smart Stadium, Auckland Zuschauer: 7.500 Schiedsrichter: Eddie Ward |
| 26. April | Bericht           |         |                   | Mount Smart Stadium, Auckland Zuschauer: 7.500 Schiedsrichter: Eddie Ward |

| 26. April | Brisbane Broncos | 60 : 6 | North Sydney Bears | Queen Elizabeth II Stadium, Brisbane Zuschauer: 18.791 Schiedsrichter: Bill Harrigan |
| 26. April | Bericht          |        |                    | Queen Elizabeth II Stadium, Brisbane Zuschauer: 18.791 Schiedsrichter: Bill Harrigan |

| 16. April | Gold Coast Chargers | 12 : 24 | Canberra Raiders | Carrara Stadium, Gold Coast Zuschauer: 5.139 Schiedsrichter: Brian Grant |
| 16. April | Bericht             |         |                  | Carrara Stadium, Gold Coast Zuschauer: 5.139 Schiedsrichter: Brian Grant |

| 26. April | Illawarra Steelers | 20 : 12 | Parramatta Eels | Wollongong Showground, Wollongong Zuschauer: 9.119 Schiedsrichter: Tim Mander |
| 26. April | Bericht            |         |                 | Wollongong Showground, Wollongong Zuschauer: 9.119 Schiedsrichter: Tim Mander |

| 26. April | Manly-Warringah Sea Eagles | 22 : 18 | South Sydney Rabbitohs | Brookvale Oval, Sydney Zuschauer: 10.543 Schiedsrichter: Moghseen Jadwat |
| 26. April | Bericht                    |         |                        | Brookvale Oval, Sydney Zuschauer: 10.543 Schiedsrichter: Moghseen Jadwat |

| 26. April | Western Suburbs Magpies | 8 : 12 | St. George Dragons | Campbelltown Stadium, Sydney Zuschauer: 9.036 Schiedsrichter: Sean Hampstead |
| 26. April | Bericht                 |        |                    | Campbelltown Stadium, Sydney Zuschauer: 9.036 Schiedsrichter: Sean Hampstead |

## Runde 8
| 1. Mai | Canberra Raiders | 22 : 12 | Balmain Tigers | Bruce Stadium, Canberra Zuschauer: 9.211 Schiedsrichter: Tim Mander |
| 1. Mai | Bericht          |         |                | Bruce Stadium, Canberra Zuschauer: 9.211 Schiedsrichter: Tim Mander |

| 1. Mai | Melbourne Storm | 54 : 16 | Western Suburbs Magpies | Olympic Park Stadium, Melbourne Zuschauer: 11.200 Schiedsrichter: Eddie Ward |
| 1. Mai | Bericht         |         |                         | Olympic Park Stadium, Melbourne Zuschauer: 11.200 Schiedsrichter: Eddie Ward |

| 1. Mai | Newcastle Knights | 6 : 26 | Brisbane Broncos | Hunter Stadium, Newcastle Zuschauer: 27.119 Schiedsrichter: Bill Harrigan |
| 1. Mai | Bericht           |        |                  | Hunter Stadium, Newcastle Zuschauer: 27.119 Schiedsrichter: Bill Harrigan |

| 2. Mai | Cronulla-Sutherland Sharks | 16 : 8 | North Queensland Cowboys | Endeavour Field, Sydney Zuschauer: 5.978 Schiedsrichter: Steve Clark |
| 2. Mai | Bericht                    |        |                          | Endeavour Field, Sydney Zuschauer: 5.978 Schiedsrichter: Steve Clark |

| 2. Mai | Parramatta Eels | 24 : 2 | Gold Coast Chargers | Parramatta Stadium, Sydney Zuschauer: 6.063 Schiedsrichter: Moghseen Jadwat |
| 2. Mai | Bericht         |        |                     | Parramatta Stadium, Sydney Zuschauer: 6.063 Schiedsrichter: Moghseen Jadwat |

| 2. Mai | Penrith Panthers | 38 : 14 | Illawarra Steelers | Penrith Park, Sydney Zuschauer: 6.154 Schiedsrichter: Matt Hewitt |
| 2. Mai | Bericht          |         |                    | Penrith Park, Sydney Zuschauer: 6.154 Schiedsrichter: Matt Hewitt |

| 2. Mai | Sydney City Roosters | 22 : 4 | Auckland Warriors | Sydney Football Stadium, Sydney Zuschauer: 5.308 Schiedsrichter: Paul McBlane |
| 2. Mai | Bericht              |        |                   | Sydney Football Stadium, Sydney Zuschauer: 5.308 Schiedsrichter: Paul McBlane |

| 3. Mai | Canterbury-Bankstown Bulldogs | 30 : 4 | Adelaide Rams | Belmore Sportsground, Sydney Zuschauer: 5.041 Schiedsrichter: Sean Hampstead |
| 3. Mai | Bericht                       |        |               | Belmore Sportsground, Sydney Zuschauer: 5.041 Schiedsrichter: Sean Hampstead |

| 3. Mai | North Sydney Bears | 32 : 8 | Manly-Warringah Sea Eagles | North Sydney Oval, Sydney Zuschauer: 11.612 Schiedsrichter: Paul Simpkins |
| 3. Mai | Bericht            |        |                            | North Sydney Oval, Sydney Zuschauer: 11.612 Schiedsrichter: Paul Simpkins |

| 3. Mai | St. George Dragons | 20 : 14 | South Sydney Rabbitohs | Kogarah Oval, Sydney Zuschauer: 5.083 Schiedsrichter: Brian Grant |
| 3. Mai | Bericht            |         |                        | Kogarah Oval, Sydney Zuschauer: 5.083 Schiedsrichter: Brian Grant |

## Runde 9
| 8. Mai | Adelaide Rams | 18 : 24 | Canberra Raiders | Adelaide Oval, Adelaide Zuschauer: 6.500 Schiedsrichter: Moghseen Jadwat |
| 8. Mai | Bericht       |         |                  | Adelaide Oval, Adelaide Zuschauer: 6.500 Schiedsrichter: Moghseen Jadwat |

| 8. Mai | Auckland Warriors | 8 : 20 | Cronulla-Sutherland Sharks | Mount Smart Stadium, Auckland Zuschauer: 7.500 Schiedsrichter: Brian Grant |
| 8. Mai | Bericht           |        |                            | Mount Smart Stadium, Auckland Zuschauer: 7.500 Schiedsrichter: Brian Grant |

| 8. Mai | Balmain Tigers | 18 : 21 | Parramatta Eels | Leichhardt Oval, Sydney Zuschauer: 18.117 Schiedsrichter: Paul Simpkins |
| 8. Mai | Bericht        |         |                 | Leichhardt Oval, Sydney Zuschauer: 18.117 Schiedsrichter: Paul Simpkins |

| 8. Mai | Melbourne Storm | 14 : 18 | St. George Dragons | Olympic Park Stadium, Melbourne Zuschauer: 13.252 Schiedsrichter: Bill Harrigan |
| 8. Mai | Bericht         |         |                    | Olympic Park Stadium, Melbourne Zuschauer: 13.252 Schiedsrichter: Bill Harrigan |

| 9. Mai | Gold Coast Chargers | 26 : 12 | Penrith Panthers | Carrara Stadium, Gold Coast Zuschauer: 3.774 Schiedsrichter: Eddie Ward |
| 9. Mai | Bericht             |         |                  | Carrara Stadium, Gold Coast Zuschauer: 3.774 Schiedsrichter: Eddie Ward |

| 9. Mai | Illawarra Steelers | 42 : 20 | Western Suburbs Magpies | Wollongong Showground, Wollongong Zuschauer: 7.636 Schiedsrichter: Paul McBlane |
| 9. Mai | Bericht            |         |                         | Wollongong Showground, Wollongong Zuschauer: 7.636 Schiedsrichter: Paul McBlane |

| 9. Mai | North Queensland Cowboys | 18 : 24 | Canterbury-Bankstown Bulldogs | Willows Sports Complex, Townsville Zuschauer: 15.288 Schiedsrichter: Matt Hewitt |
| 9. Mai | Bericht                  |         |                               | Willows Sports Complex, Townsville Zuschauer: 15.288 Schiedsrichter: Matt Hewitt |

| 10. Mai | Brisbane Broncos | 12 : 26 | Sydney City Roosters | Queen Elizabeth II Stadium, Brisbane Zuschauer: 19.346 Schiedsrichter: Tim Mander |
| 10. Mai | Bericht          |         |                      | Queen Elizabeth II Stadium, Brisbane Zuschauer: 19.346 Schiedsrichter: Tim Mander |

| 10. Mai | Manly-Warringah Sea Eagles | 16 : 50 | Newcastle Knights | Brookvale Oval, Sydney Zuschauer: 13.048 Schiedsrichter: Steve Clark |
| 10. Mai | Bericht                    |         |                   | Brookvale Oval, Sydney Zuschauer: 13.048 Schiedsrichter: Steve Clark |

| 10. Mai | South Sydney Rabbitohs | 14 : 26 | North Sydney Bears | Sydney Football Stadium, Sydney Zuschauer: 5.150 Schiedsrichter: Sean Hampstead |
| 10. Mai | Bericht                |         |                    | Sydney Football Stadium, Sydney Zuschauer: 5.150 Schiedsrichter: Sean Hampstead |

## Runde 10
| 15. Mai | Newcastle Knights | 16 : 14 | North Sydney Bears | Hunter Stadium, Newcastle Zuschauer: 13.021 Schiedsrichter: Tim Mander |
| 15. Mai | Bericht           |         |                    | Hunter Stadium, Newcastle Zuschauer: 13.021 Schiedsrichter: Tim Mander |

| 15. Mai | South Sydney Rabbitohs | 6 : 14 | Melbourne Storm | Sydney Football Stadium, Sydney Zuschauer: 5.876 Schiedsrichter: Paul McBlane |
| 15. Mai | Bericht                |        |                 | Sydney Football Stadium, Sydney Zuschauer: 5.876 Schiedsrichter: Paul McBlane |

| 16. Mai | Canterbury-Bankstown Bulldogs | 6 : 20 | Auckland Warriors | Belmore Sportsground, Sydney Zuschauer: 5.224 Schiedsrichter: Steve Clark |
| 16. Mai | Bericht                       |        |                   | Belmore Sportsground, Sydney Zuschauer: 5.224 Schiedsrichter: Steve Clark |

| 16. Mai | Cronulla-Sutherland Sharks | 20 : 10 | Brisbane Broncos | Endeavour Field, Sydney Zuschauer: 10.582 Schiedsrichter: Paul Simpkins |
| 16. Mai | Bericht                    |         |                  | Endeavour Field, Sydney Zuschauer: 10.582 Schiedsrichter: Paul Simpkins |

| 16. Mai | Parramatta Eels | 10 : 2 | Adelaide Rams | Pioneer Oval, Parkes Zuschauer: 7.514 Schiedsrichter: Matt Hewitt |
| 16. Mai | Bericht         |        |               | Pioneer Oval, Parkes Zuschauer: 7.514 Schiedsrichter: Matt Hewitt |

| 16. Mai | St. George Dragons | 32 : 16 | Illawarra Steelers | Kogarah Oval, Sydney Zuschauer: 6.296 Schiedsrichter: Sean Hampstead |
| 16. Mai | Bericht            |         |                    | Kogarah Oval, Sydney Zuschauer: 6.296 Schiedsrichter: Sean Hampstead |

| 17. Mai | Canberra Raiders | 50 : 12 | North Queensland Cowboys | Bruce Stadium, Canberra Zuschauer: 8.291 Schiedsrichter: Brian Grant |
| 17. Mai | Bericht          |         |                          | Bruce Stadium, Canberra Zuschauer: 8.291 Schiedsrichter: Brian Grant |

| 17. Mai | Penrith Panthers | 32 : 18 | Balmain Tigers | Penrith Park, Sydney Zuschauer: 9.147 Schiedsrichter: Bill Harrigan |
| 17. Mai | Bericht          |         |                | Penrith Park, Sydney Zuschauer: 9.147 Schiedsrichter: Bill Harrigan |

| 17. Mai | Sydney City Roosters | 44 : 24 | Manly-Warringah Sea Eagles | Sydney Football Stadium, Sydney Zuschauer: 12.796 Schiedsrichter: Eddie Ward |
| 17. Mai | Bericht              |         |                            | Sydney Football Stadium, Sydney Zuschauer: 12.796 Schiedsrichter: Eddie Ward |

| 17. Mai | Western Suburbs Magpies | 24 : 14 | Gold Coast Chargers | Campbelltown Stadium, Sydney Zuschauer: 5.218 Schiedsrichter: Moghseen Jadwat |
| 17. Mai | Bericht                 |         |                     | Campbelltown Stadium, Sydney Zuschauer: 5.218 Schiedsrichter: Moghseen Jadwat |

## Runde 11
| 23. Mai | Adelaide Rams | 35 : 18 | Penrith Panthers | Adelaide Oval, Adelaide Zuschauer: 5.000 Schiedsrichter: Moghseen Jadwat |
| 23. Mai | Bericht       |         |                  | Adelaide Oval, Adelaide Zuschauer: 5.000 Schiedsrichter: Moghseen Jadwat |

| 23. Mai | Balmain Tigers | 20 : 12 | Western Suburbs Magpies | Leichhardt Oval, Sydney Zuschauer: 7.640 Schiedsrichter: Paul McBlane |
| 23. Mai | Bericht        |         |                         | Leichhardt Oval, Sydney Zuschauer: 7.640 Schiedsrichter: Paul McBlane |

| 23. Mai | Gold Coast Chargers | 16 : 30 | St. George Dragons | Carrara Stadium, Gold Coast Zuschauer: 7.964 Schiedsrichter: Mark Oaten |
| 23. Mai | Bericht             |         |                    | Carrara Stadium, Gold Coast Zuschauer: 7.964 Schiedsrichter: Mark Oaten |

| 23. Mai | North Queensland Cowboys | 12 : 29 | Parramatta Eels | Willows Sports Complex, Townsville Zuschauer: 17.361 Schiedsrichter: Eddie Ward |
| 23. Mai | Bericht                  |         |                 | Willows Sports Complex, Townsville Zuschauer: 17.361 Schiedsrichter: Eddie Ward |

| 24. Mai | Auckland Warriors | 25 : 14 | Canberra Raiders | Mount Smart Stadium, Auckland Zuschauer: 8.000 Schiedsrichter: Sean Hampstead |
| 24. Mai | Bericht           |         |                  | Mount Smart Stadium, Auckland Zuschauer: 8.000 Schiedsrichter: Sean Hampstead |

| 24. Mai | Brisbane Broncos | 40 : 12 | Canterbury-Bankstown Bulldogs | Queen Elizabeth II Stadium, Brisbane Zuschauer: 15.407 Schiedsrichter: Brian Grant |
| 24. Mai | Bericht          |         |                               | Queen Elizabeth II Stadium, Brisbane Zuschauer: 15.407 Schiedsrichter: Brian Grant |

| 24. Mai | Manly-Warringah Sea Eagles | 32 : 12 | Cronulla-Sutherland Sharks | Brookvale Oval, Sydney Zuschauer: 10.240 Schiedsrichter: Matt Hewitt |
| 24. Mai | Bericht                    |         |                            | Brookvale Oval, Sydney Zuschauer: 10.240 Schiedsrichter: Matt Hewitt |

| 24. Mai | Melbourne Storm | 14 : 14 | Illawarra Steelers | Olympic Park Stadium, Melbourne Zuschauer: 9.018 Schiedsrichter: Paul Simpkins |
| 24. Mai | Bericht         |         |                    | Olympic Park Stadium, Melbourne Zuschauer: 9.018 Schiedsrichter: Paul Simpkins |

| 24. Mai | Newcastle Knights | 20 : 12 | South Sydney Rabbitohs | Hunter Stadium, Newcastle Zuschauer: 21.357 Schiedsrichter: Steve Chiddy |
| 24. Mai | Bericht           |         |                        | Hunter Stadium, Newcastle Zuschauer: 21.357 Schiedsrichter: Steve Chiddy |

| 24. Mai | North Sydney Bears | 38 : 12 | Sydney City Roosters | North Sydney Oval, Sydney Zuschauer: 13.099 Schiedsrichter: Steve Clark |
| 24. Mai | Bericht            |         |                      | North Sydney Oval, Sydney Zuschauer: 13.099 Schiedsrichter: Steve Clark |

## Runde 12
| 29. Mai | Penrith Panthers | 28 : 36 | North Queensland Cowboys | Penrith Park, Sydney Zuschauer: 8.685 Schiedsrichter: Mark Oaten |
| 29. Mai | (26:0) Bericht   |         |                          | Penrith Park, Sydney Zuschauer: 8.685 Schiedsrichter: Mark Oaten |

| 29. Mai | Sydney City Roosters | 4 : 20 | Newcastle Knights | Sydney Football Stadium, Sydney Zuschauer: 15.786 Schiedsrichter: Bill Harrigan |
| 29. Mai | Bericht              |        |                   | Sydney Football Stadium, Sydney Zuschauer: 15.786 Schiedsrichter: Bill Harrigan |

| 30. Mai | Cronulla-Sutherland Sharks | 16 : 12 | North Sydney Bears | Endeavour Field, Sydney Zuschauer: 11.143 Schiedsrichter: Brian Grant |
| 30. Mai | Bericht                    |         |                    | Endeavour Field, Sydney Zuschauer: 11.143 Schiedsrichter: Brian Grant |

| 30. Mai | Parramatta Eels | 14 : 6 | Auckland Warriors | Parramatta Stadium, Sydney Zuschauer: 13.218 Schiedsrichter: Matt Hewitt |
| 30. Mai | Bericht         |        |                   | Parramatta Stadium, Sydney Zuschauer: 13.218 Schiedsrichter: Matt Hewitt |

| 30. Mai | St. George Dragons | 28 : 2 | Balmain Tigers | Kogarah Oval, Sydney Zuschauer: 14.002 Schiedsrichter: Sean Hampstead |
| 30. Mai | Bericht            |        |                | Kogarah Oval, Sydney Zuschauer: 14.002 Schiedsrichter: Sean Hampstead |

| 31. Mai | Canberra Raiders | 24 : 18 | Brisbane Broncos | Bruce Stadium, Canberra Zuschauer: 14.728 Schiedsrichter: Steve Clark |
| 31. Mai | Bericht          |         |                  | Bruce Stadium, Canberra Zuschauer: 14.728 Schiedsrichter: Steve Clark |

| 31. Mai | Canterbury-Bankstown Bulldogs | 28 : 2 | Manly-Warringah Sea Eagles | Belmore Sportsground, Sydney Zuschauer: 10.152 Schiedsrichter: Eddie Ward |
| 31. Mai | Bericht                       |        |                            | Belmore Sportsground, Sydney Zuschauer: 10.152 Schiedsrichter: Eddie Ward |

| 31. Mai | Illawarra Steelers | 18 : 12 | South Sydney Rabbitohs | Wollongong Showground, Wollongong Zuschauer: 8.174 Schiedsrichter: Moghseen Jadwat |
| 31. Mai | Bericht            |         |                        | Wollongong Showground, Wollongong Zuschauer: 8.174 Schiedsrichter: Moghseen Jadwat |

| 31. Mai | Melbourne Storm | 62 : 6 | Gold Coast Chargers | Olympic Park Stadium, Melbourne Zuschauer: 7.454 Schiedsrichter: Paul McBlane |
| 31. Mai | Bericht         |        |                     | Olympic Park Stadium, Melbourne Zuschauer: 7.454 Schiedsrichter: Paul McBlane |

| 31. Mai | Western Suburbs Magpies | 36 : 24 | Adelaide Rams | Campbelltown Stadium, Sydney Zuschauer: 6.392 Schiedsrichter: Steve Chiddy |
| 31. Mai | Bericht                 |         |               | Campbelltown Stadium, Sydney Zuschauer: 6.392 Schiedsrichter: Steve Chiddy |

## Runde 13
| 6. Juni | Adelaide Rams | 22 : 20 | St. George Dragons | Adelaide Oval, Adelaide Zuschauer: 8.506 Schiedsrichter: Paul McBlane |
| 6. Juni | Bericht       |         |                    | Adelaide Oval, Adelaide Zuschauer: 8.506 Schiedsrichter: Paul McBlane |

| 6. Juni | Cronulla-Sutherland Sharks | 16 : 18 | Newcastle Knights | Endeavour Field, Sydney Zuschauer: 14.538 Schiedsrichter: Sean Hampstead |
| 6. Juni | Bericht                    |         |                   | Endeavour Field, Sydney Zuschauer: 14.538 Schiedsrichter: Sean Hampstead |

| 6. Juni | Gold Coast Chargers | 10 : 32 | Illawarra Steelers | Carrara Stadium, Gold Coast Zuschauer: 3.762 Schiedsrichter: Eddie Ward |
| 6. Juni | Bericht             |         |                    | Carrara Stadium, Gold Coast Zuschauer: 3.762 Schiedsrichter: Eddie Ward |

| 6. Juni | North Queensland Cowboys | 40 : 10 | Western Suburbs Magpies | Willows Sport Complex, Townsville Zuschauer: 10.268 Schiedsrichter: Moghseen Jadwat |
| 6. Juni | Bericht                  |         |                         | Willows Sport Complex, Townsville Zuschauer: 10.268 Schiedsrichter: Moghseen Jadwat |

| 7. Juni | Auckland Warriors | 15 : 14 | Penrith Panthers | Mount Smart Stadium, Auckland Zuschauer: 7.000 Schiedsrichter: Kelvin Jeffes |
| 7. Juni | Bericht           |         |                  | Mount Smart Stadium, Auckland Zuschauer: 7.000 Schiedsrichter: Kelvin Jeffes |

| 7. Juni | Balmain Tigers | 16 : 25 | Melbourne Storm | Leichhardt Oval, Sydney Zuschauer: 6.979 Schiedsrichter: Mark Oaten |
| 7. Juni | Bericht        |         |                 | Leichhardt Oval, Sydney Zuschauer: 6.979 Schiedsrichter: Mark Oaten |

| 7. Juni | Brisbane Broncos | 16 : 20 | Parramatta Eels | Queen Elizabeth II Stadium, Brisbane Zuschauer: 18.163 Schiedsrichter: Brian Grant |
| 7. Juni | Bericht          |         |                 | Queen Elizabeth II Stadium, Brisbane Zuschauer: 18.163 Schiedsrichter: Brian Grant |

| 7. Juni | Canterbury-Bankstown Bulldogs | 4 : 38 | North Sydney Bears | Belmore Sportsground, Sydney Zuschauer: 9.427 Schiedsrichter: Steve Clark |
| 7. Juni | Bericht                       |        |                    | Belmore Sportsground, Sydney Zuschauer: 9.427 Schiedsrichter: Steve Clark |

| 7. Juni | South Sydney Rabbitohs | 6 : 30 | Sydney City Roosters | Sydney Football Stadium, Sydney Zuschauer: 9.215 Schiedsrichter: Steve Chiddy |
| 7. Juni | Bericht                |        |                      | Sydney Football Stadium, Sydney Zuschauer: 9.215 Schiedsrichter: Steve Chiddy |

| 8. Juni | Manly-Warringah Sea Eagles | 12 : 24 | Canberra Raiders | Brookvale Oval, Sydney Zuschauer: 10.941 Schiedsrichter: Tim Mander |
| 8. Juni | (2:8) Bericht              |         |                  | Brookvale Oval, Sydney Zuschauer: 10.941 Schiedsrichter: Tim Mander |

## Runde 14
| 12. Juni | Sydney City Roosters | 18 : 14 | Cronulla-Sutherland Sharks | Sydney Football Stadium, Sydney Zuschauer: 9.287 Schiedsrichter: Bill Harrigan |
| 12. Juni | Bericht              |         |                            | Sydney Football Stadium, Sydney Zuschauer: 9.287 Schiedsrichter: Bill Harrigan |

| 13. Juni | Melbourne Storm | 24 : 4 | Adelaide Rams | Olympic Park Stadium, Melbourne Zuschauer: 8.293 Schiedsrichter: Moghseen Jadwat |
| 13. Juni | Bericht         |        |               | Olympic Park Stadium, Melbourne Zuschauer: 8.293 Schiedsrichter: Moghseen Jadwat |

| 13. Juni | Parramatta Eels | 17 : 14 | Manly-Warringah Sea Eagles | Parramatta Stadium, Sydney Zuschauer: 17.089 Schiedsrichter: Steve Clark |
| 13. Juni | Bericht         |         |                            | Parramatta Stadium, Sydney Zuschauer: 17.089 Schiedsrichter: Steve Clark |

| 13. Juni | Penrith Panthers | 4 : 44 | Brisbane Broncos | Penrith Park, Sydney Zuschauer: 11.637 Schiedsrichter: Sean Hampstead |
| 13. Juni | Bericht          |        |                  | Penrith Park, Sydney Zuschauer: 11.637 Schiedsrichter: Sean Hampstead |

| 13. Juni | Western Suburbs Magpies | 18 : 16 | Auckland Warriors | Campbelltown Stadium, Sydney Zuschauer: 5.933 Schiedsrichter: Eddie Ward |
| 13. Juni | Bericht                 |         |                   | Campbelltown Stadium, Sydney Zuschauer: 5.933 Schiedsrichter: Eddie Ward |

| 14. Juni | Illawarra Steelers | 16 : 38 | Balmain Tigers | Wollongong Showground, Wollongong Zuschauer: 10.076 Schiedsrichter: Paul McBlane |
| 14. Juni | Bericht            |         |                | Wollongong Showground, Wollongong Zuschauer: 10.076 Schiedsrichter: Paul McBlane |

| 14. Juni | Newcastle Knights | 12 : 4 | Canterbury-Bankstown Bulldogs | Hunter Stadium, Newcastle Zuschauer: 21.717 Schiedsrichter: Tim Mander |
| 14. Juni | Bericht           |        |                               | Hunter Stadium, Newcastle Zuschauer: 21.717 Schiedsrichter: Tim Mander |

| 14. Juni | North Sydney Bears | 34 : 22 | Canberra Raiders | North Sydney Oval, Sydney Zuschauer: 12.367 Schiedsrichter: Brian Grant |
| 14. Juni | Bericht            |         |                  | North Sydney Oval, Sydney Zuschauer: 12.367 Schiedsrichter: Brian Grant |

| 14. Juni | St. George Dragons | 16 : 14 | North Queensland Cowboys | Kogarah Oval, Sydney Zuschauer: 9.486 Schiedsrichter: Steve Chiddy |
| 14. Juni | Bericht            |         |                          | Kogarah Oval, Sydney Zuschauer: 9.486 Schiedsrichter: Steve Chiddy |

| 14. Juni | South Sydney Rabbitohs | 14 : 16 | Gold Coast Chargers | Sydney Football Stadium, Sydney Zuschauer: 3.980 Schiedsrichter: Mark Oaten |
| 14. Juni | Bericht                |         |                     | Sydney Football Stadium, Sydney Zuschauer: 3.980 Schiedsrichter: Mark Oaten |

## Runde 15
| 20. Juni | Adelaide Rams | 4 : 39 | Illawarra Steelers | Bennett Oval, Whyalla Zuschauer: 5.153 Schiedsrichter: Steve Chiddy |
| 20. Juni | Bericht       |        |                    | Bennett Oval, Whyalla Zuschauer: 5.153 Schiedsrichter: Steve Chiddy |

| 20. Juni | Cronulla-Sutherland Sharks | 30 : 12 | South Sydney Rabbitohs | Endeavour Field, Sydney Zuschauer: 8.849 Schiedsrichter: Eddie Ward |
| 20. Juni | Bericht                    |         |                        | Endeavour Field, Sydney Zuschauer: 8.849 Schiedsrichter: Eddie Ward |

| 20. Juni | Gold Coast Chargers | 4 : 18 | Balmain Tigers | Carrara Stadium, Gold Coast Zuschauer: 5.227 Schiedsrichter: Moghseen Jadwat |
| 20. Juni | Bericht             |        |                | Carrara Stadium, Gold Coast Zuschauer: 5.227 Schiedsrichter: Moghseen Jadwat |

| 20. Juni | North Queensland Cowboys | 8 : 10 | Melbourne Storm | Willows Sports Complex, Townsville Zuschauer: 24.464 Schiedsrichter: Brian Grant |
| 20. Juni | Bericht                  |        |                 | Willows Sports Complex, Townsville Zuschauer: 24.464 Schiedsrichter: Brian Grant |

| 20. Juni | Parramatta Eels | 25 : 12 | North Sydney Bears | Parramatta Stadium, Sydney Zuschauer: 12.313 Schiedsrichter: Paul McBlane |
| 20. Juni | Bericht         |         |                    | Parramatta Stadium, Sydney Zuschauer: 12.313 Schiedsrichter: Paul McBlane |

| 21. Juni | Auckland Warriors | 31 : 14 | St. George Dragons | Mount Smart Stadium, Auckland Zuschauer: 8.300 Schiedsrichter: Tim Mander |
| 21. Juni | Bericht           |         |                    | Mount Smart Stadium, Auckland Zuschauer: 8.300 Schiedsrichter: Tim Mander |

| 21. Juni | Brisbane Broncos | 56 : 4 | Western Suburbs Magpies | Queen Elizabeth II Stadium, Brisbane Zuschauer: 12.415 Schiedsrichter: Kelvin Jeffes |
| 21. Juni | Bericht          |        |                         | Queen Elizabeth II Stadium, Brisbane Zuschauer: 12.415 Schiedsrichter: Kelvin Jeffes |

| 21. Juni | Canberra Raiders | 22 : 12 | Newcastle Knights | Bruce Stadium, Canberra Zuschauer: 7.686 Schiedsrichter: Steve Clark |
| 21. Juni | Bericht          |         |                   | Bruce Stadium, Canberra Zuschauer: 7.686 Schiedsrichter: Steve Clark |

| 21. Juni | Canterbury-Bankstown Bulldogs | 22 : 10 | Sydney City Roosters | Belmore Sportsground, Sydney Zuschauer: 8.926 Schiedsrichter: Sean Hampstead |
| 21. Juni | Bericht                       |         |                      | Belmore Sportsground, Sydney Zuschauer: 8.926 Schiedsrichter: Sean Hampstead |

| 21. Juni | Manly-Warringah Sea Eagles | 22 : 4 | Penrith Panthers | Brookvale Oval, Sydney Zuschauer: 5.187 Schiedsrichter: Mark Oaten |
| 21. Juni | Bericht                    |        |                  | Brookvale Oval, Sydney Zuschauer: 5.187 Schiedsrichter: Mark Oaten |

## Runde 16
| 26. Juni | St. George Dragons | 18 : 30 | Brisbane Broncos | Kogarah Oval, Sydney Zuschauer: 16.258 Schiedsrichter: Steve Clark |
| 26. Juni | Bericht            |         |                  | Kogarah Oval, Sydney Zuschauer: 16.258 Schiedsrichter: Steve Clark |

| 27. Juni | Cronulla-Sutherland Sharks | 28 : 6 | Canterbury-Bankstown Bulldogs | Endeauvor Field, Sydney Zuschauer: 10.243 Schiedsrichter: Kelvin Jeffes |
| 27. Juni | Bericht                    |        |                               | Endeauvor Field, Sydney Zuschauer: 10.243 Schiedsrichter: Kelvin Jeffes |

| 27. Juni | Gold Coast Chargers | 12 : 40 | Adelaide Rams | Carrara Stadium, Gold Coast Zuschauer: 3.897 Schiedsrichter: Paul Simpkins |
| 27. Juni | Bericht             |         |               | Carrara Stadium, Gold Coast Zuschauer: 3.897 Schiedsrichter: Paul Simpkins |

| 27. Juni | Melbourne Storm | 21 : 24 | Auckland Warriors | Olympic Park Stadium, Melbourne Zuschauer: 13.127 Schiedsrichter: Moghseen Jadwat |
| 27. Juni | Bericht         |         |                   | Olympic Park Stadium, Melbourne Zuschauer: 13.127 Schiedsrichter: Moghseen Jadwat |

| 27. Juni | Western Suburbs Magpies | 30 : 45 | Manly-Warringah Sea Eagles | Campbelltown Stadium, Sydney Zuschauer: 7.712 Schiedsrichter: Tim Mander |
| 27. Juni | Bericht                 |         |                            | Campbelltown Stadium, Sydney Zuschauer: 7.712 Schiedsrichter: Tim Mander |

| 28. Juni | Balmain Tigers | 12 : 16 | South Sydney Rabbitohs | Leichhardt Oval, Sydney Zuschauer: 9.620 Schiedsrichter: Brian Grant |
| 28. Juni | Bericht        |         |                        | Leichhardt Oval, Sydney Zuschauer: 9.620 Schiedsrichter: Brian Grant |

| 28. Juni | Illawarra Steelers | 24 : 18 | North Queensland Cowboys | Wollongong Showground, Wollongong Zuschauer: 6.558 Schiedsrichter: Sean Hampstead |
| 28. Juni | Bericht            |         |                          | Wollongong Showground, Wollongong Zuschauer: 6.558 Schiedsrichter: Sean Hampstead |

| 28. Juni | Newcastle Knights | 36 : 12 | Parramatta Eels | Hunter Stadium, Newcastle Zuschauer: 25.094 Schiedsrichter: Bill Harrigan |
| 28. Juni | Bericht           |         |                 | Hunter Stadium, Newcastle Zuschauer: 25.094 Schiedsrichter: Bill Harrigan |

| 28. Juni | North Sydney Bears | 30 : 22 | Penrith Panthers | North Sydney Oval, Sydney Zuschauer: 6.733 Schiedsrichter: Steve Chiddy |
| 28. Juni | Bericht            |         |                  | North Sydney Oval, Sydney Zuschauer: 6.733 Schiedsrichter: Steve Chiddy |

| 29. Juni | Sydney City Roosters | 40 : 12 | Canberra Raiders | Sydney Football Stadium, Sydney Zuschauer: 13.683 Schiedsrichter: Steve Clark |
| 29. Juni | Bericht              |         |                  | Sydney Football Stadium, Sydney Zuschauer: 13.683 Schiedsrichter: Steve Clark |

## Runde 17
| 3. Juli | Adelaide Rams | 52 : 0 | Balmain Tigers | Hindmarsh Oval, Adelaide Zuschauer: 7.351 Schiedsrichter: Paul Simpkins |
| 3. Juli | Bericht       |        |                | Hindmarsh Oval, Adelaide Zuschauer: 7.351 Schiedsrichter: Paul Simpkins |

| 3. Juli | Brisbane Broncos | 34 : 16 | Melbourne Storm | Queen Elizabeth II Stadium, Brisbane Zuschauer: 35.119 Schiedsrichter: Bill Harrigan |
| 3. Juli | Bericht          |         |                 | Queen Elizabeth II Stadium, Brisbane Zuschauer: 35.119 Schiedsrichter: Bill Harrigan |

| 4. Juli | Auckland Warriors | 14 : 17 | Illawarra Steelers | Mount Smart Stadium, Auckland Zuschauer: 12.500 Schiedsrichter: Tim Mander |
| 4. Juli | Bericht           |         |                    | Mount Smart Stadium, Auckland Zuschauer: 12.500 Schiedsrichter: Tim Mander |

| 4. Juli | North Queensland Cowboys | 14 : 4 | Gold Coast Chargers | Willows Sports Complex, Townsville Zuschauer: 7.127 Schiedsrichter: Moghseen Jadwat |
| 4. Juli | Bericht                  |        |                     | Willows Sports Complex, Townsville Zuschauer: 7.127 Schiedsrichter: Moghseen Jadwat |

| 4. Juli | Penrith Panthers | 13 : 13 | Newcastle Knights | Penrith Park, Sydney Zuschauer: 12.284 Schiedsrichter: Brian Grant |
| 4. Juli | Bericht          |         |                   | Penrith Park, Sydney Zuschauer: 12.284 Schiedsrichter: Brian Grant |

| 4. Juli | South Sydney Rabbitohs | 8 : 30 | Canterbury-Bankstown Bulldogs | Sydney Football Stadium, Sydney Zuschauer: 5.822 Schiedsrichter: Steve Chiddy |
| 4. Juli | Bericht                |        |                               | Sydney Football Stadium, Sydney Zuschauer: 5.822 Schiedsrichter: Steve Chiddy |

| 5. Juli | Canberra Raiders | 16 : 12 | Cronulla-Sutherland Sharks | Bruce Stadium, Canberra Zuschauer: 10.568 Schiedsrichter: Paul McBlane |
| 5. Juli | Bericht          |         |                            | Bruce Stadium, Canberra Zuschauer: 10.568 Schiedsrichter: Paul McBlane |

| 5. Juli | Manly-Warringah Sea Eagles | 34 : 12 | St. George Dragons | Brookvale Oval, Sydney Zuschauer: 12.590 Schiedsrichter: Kelvin Jeffes |
| 5. Juli | Bericht                    |         |                    | Brookvale Oval, Sydney Zuschauer: 12.590 Schiedsrichter: Kelvin Jeffes |

| 5. Juli | North Sydney Bears | 32 : 18 | Western Suburbs Magpies | North Sydney Oval, Sydney Zuschauer: 6.602 Schiedsrichter: Sean Hampstead |
| 5. Juli | Bericht            |         |                         | North Sydney Oval, Sydney Zuschauer: 6.602 Schiedsrichter: Sean Hampstead |

| 5. Juli | Sydney City Roosters | 30 : 12 | Parramatta Eels | Sydney Football Stadium, Sydney Zuschauer: 13.684 Schiedsrichter: Steve Clark |
| 5. Juli | Bericht              |         |                 | Sydney Football Stadium, Sydney Zuschauer: 13.684 Schiedsrichter: Steve Clark |

## Runde 18
| 10. Juli | Melbourne Storm | 22 : 12 | Manly-Warringah Sea Eagles | Olympic Park Stadium, Melbourne Zuschauer: 13.120 Schiedsrichter: Brian Grant |
| 10. Juli | Bericht         |         |                            | Olympic Park Stadium, Melbourne Zuschauer: 13.120 Schiedsrichter: Brian Grant |

| 10. Juli | Parramatta Eels | 22 : 12 | Cronulla-Sutherland Sharks | Parramatta Stadium, Sydney Zuschauer: 11.098 Schiedsrichter: Tim Mander |
| 10. Juli | Bericht         |         |                            | Parramatta Stadium, Sydney Zuschauer: 11.098 Schiedsrichter: Tim Mander |

| 11. Juli | Balmain Tigers | 18 : 0 | North Queensland Cowboys | Leichhardt Oval, Sydney Zuschauer: 10.653 Schiedsrichter: Kelvin Jeffes |
| 11. Juli | Bericht        |        |                          | Leichhardt Oval, Sydney Zuschauer: 10.653 Schiedsrichter: Kelvin Jeffes |

| 11. Juli | Gold Coast Chargers | 31 : 18 | Auckland Warriors | Carrara Stadium, Gold Coast Zuschauer: 5.490 Schiedsrichter: Sean Hampstead |
| 11. Juli | Bericht             |         |                   | Carrara Stadium, Gold Coast Zuschauer: 5.490 Schiedsrichter: Sean Hampstead |

| 11. Juli | Penrith Panthers | 24 : 18 | Sydney City Roosters | Penrith Park, Sydney Zuschauer: 11.156 Schiedsrichter: Steve Chiddy |
| 11. Juli | Bericht          |         |                      | Penrith Park, Sydney Zuschauer: 11.156 Schiedsrichter: Steve Chiddy |

| 12. Juli | Canberra Raiders | 22 : 24 | Canterbury-Bankstown Bulldogs | Bruce Stadium, Canberra Zuschauer: 9.610 Schiedsrichter: Steve Clark |
| 12. Juli | Bericht          |         |                               | Bruce Stadium, Canberra Zuschauer: 9.610 Schiedsrichter: Steve Clark |

| 12. Juli | Illawarra Steelers | 12 : 18 | Brisbane Broncos | Wollongong Showground, Wollongong Zuschauer: 12.018 Schiedsrichter: Paul McBlane |
| 12. Juli | Bericht            |         |                  | Wollongong Showground, Wollongong Zuschauer: 12.018 Schiedsrichter: Paul McBlane |

| 12. Juli | St. George Dragons | 22 : 14 | North Sydney Bears | Kogarah Oval, Sydney Zuschauer: 8.634 Schiedsrichter: Bill Harrigan |
| 12. Juli | Bericht            |         |                    | Kogarah Oval, Sydney Zuschauer: 8.634 Schiedsrichter: Bill Harrigan |

| 12. Juli | South Sydney Rabbitohs | 18 : 34 | Adelaide Rams | Sydney Football Stadium, Sydney Zuschauer: 4.060 Schiedsrichter: Moghseen Jadwat |
| 12. Juli | Bericht                |         |               | Sydney Football Stadium, Sydney Zuschauer: 4.060 Schiedsrichter: Moghseen Jadwat |

| 12. Juli | Western Suburbs Magpies | 17 : 18 | Newcastle Knights | Campbelltown Stadium, Sydney Zuschauer: 8.010 Schiedsrichter: Paul Simpkins |
| 12. Juli | Bericht                 |         |                   | Campbelltown Stadium, Sydney Zuschauer: 8.010 Schiedsrichter: Paul Simpkins |

## Runde 19
| 17. Juli | Auckland Warriors | 21 : 20 | Balmain Tigers | Mount Smart Stadium, Auckland Zuschauer: 6.000 Schiedsrichter: Brian Grant |
| 17. Juli | Bericht           |         |                | Mount Smart Stadium, Auckland Zuschauer: 6.000 Schiedsrichter: Brian Grant |

| 17. Juli | North Sydney Bears | 34 : 10 | Melbourne Storm | North Sydney Oval, Sydney Zuschauer: 11.775 Schiedsrichter: Steve Clark |
| 17. Juli | Bericht            |         |                 | North Sydney Oval, Sydney Zuschauer: 11.775 Schiedsrichter: Steve Clark |

| 18. Juli | Canterbury-Bankstown Bulldogs | 6 : 7 | Parramatta Eels | Belmore Sportsground, Sydney Zuschauer: 9.541 Schiedsrichter: Bill Harrigan |
| 18. Juli | Bericht                       |       |                 | Belmore Sportsground, Sydney Zuschauer: 9.541 Schiedsrichter: Bill Harrigan |

| 18. Juli | Cronulla-Sutherland Sharks | 14 : 14 | Penrith Panthers | Endeavour Field, Sydney Zuschauer: 4.048 Schiedsrichter: Kelvin Jeffes |
| 18. Juli | Bericht                    |         |                  | Endeavour Field, Sydney Zuschauer: 4.048 Schiedsrichter: Kelvin Jeffes |

| 18. Juli | Manly-Warringah Sea Eagles | 22 : 12 | Illawarra Steelers | Brookvale Oval, Sydney Zuschauer: 5.631 Schiedsrichter: Sean Hampstead |
| 18. Juli | Bericht                    |         |                    | Brookvale Oval, Sydney Zuschauer: 5.631 Schiedsrichter: Sean Hampstead |

| 18. Juli | North Queensland Cowboys | 14 : 10 | Adelaide Rams | Willows Sports Complex, Townsville Zuschauer: 11.340 Schiedsrichter: Steve Chiddy |
| 18. Juli | Bericht                  |         |               | Willows Sports Complex, Townsville Zuschauer: 11.340 Schiedsrichter: Steve Chiddy |

| 19. Juli | Brisbane Broncos | 44 : 10 | Gold Coast Chargers | Queen Elizabeth II Stadium, Brisbane Zuschauer: 12.740 Schiedsrichter: Moghseen Jadwat |
| 19. Juli | Bericht          |         |                     | Queen Elizabeth II Stadium, Brisbane Zuschauer: 12.740 Schiedsrichter: Moghseen Jadwat |

| 19. Juli | Canberra Raiders | 46 : 16 | South Sydney Rabbitohs | Bruce Stadium, Canberra Zuschauer: 7.488 Schiedsrichter: Paul Simpkins |
| 19. Juli | Bericht          |         |                        | Bruce Stadium, Canberra Zuschauer: 7.488 Schiedsrichter: Paul Simpkins |

| 19. Juli | Newcastle Knights | 28 : 22 | St. George Dragons | Hunter Stadium, Newcastle Zuschauer: 25.475 Schiedsrichter: Paul McBlane |
| 19. Juli | Bericht           |         |                    | Hunter Stadium, Newcastle Zuschauer: 25.475 Schiedsrichter: Paul McBlane |

| 19. Juli | Sydney City Roosters | 62 : 4 | Western Suburbs Magpies | Sydney Football Stadium, Sydney Zuschauer: 5.644 Schiedsrichter: Tim Mander |
| 19. Juli | Bericht              |        |                         | Sydney Football Stadium, Sydney Zuschauer: 5.644 Schiedsrichter: Tim Mander |

## Runde 20
| 24. Juli | Melbourne Storm | 32 : 16 | Newcastle Knights | Olympic Park Stadium, Melbourne Zuschauer: 14.214 Schiedsrichter: Bill Harrigan |
| 24. Juli | Bericht         |         |                   | Olympic Park Stadium, Melbourne Zuschauer: 14.214 Schiedsrichter: Bill Harrigan |

| 25. Juli | Balmain Tigers | 10 : 10 | Brisbane Broncos | Leichhardt Oval, Sydney Zuschauer: 7.159 Schiedsrichter: Tim Mander |
| 25. Juli | Bericht        |         |                  | Leichhardt Oval, Sydney Zuschauer: 7.159 Schiedsrichter: Tim Mander |

| 25. Juli | Gold Coast Chargers | 6 : 30 | Manly-Warringah Sea Eagles | Carrara Stadium, Gold Coast Zuschauer: 8.721 Schiedsrichter: Matt Hewitt |
| 25. Juli | Bericht             |        |                            | Carrara Stadium, Gold Coast Zuschauer: 8.721 Schiedsrichter: Matt Hewitt |

| 25. Juli | Illawarra Steelers | 6 : 32 | North Sydney Bears | Wollongong Showground, Wollongong Zuschauer: 6.847 Schiedsrichter: Paul Simpkins |
| 25. Juli | Bericht            |        |                    | Wollongong Showground, Wollongong Zuschauer: 6.847 Schiedsrichter: Paul Simpkins |

| 25. Juli | North Queensland Cowboys | 16 : 22 | South Sydney Rabbitohs | Willows Sports Complex, Townsville Zuschauer: 10.409 Schiedsrichter: Sean Hampstead |
| 25. Juli | Bericht                  |         |                        | Willows Sports Complex, Townsville Zuschauer: 10.409 Schiedsrichter: Sean Hampstead |

| 25. Juli | Western Suburbs Magpies | 8 : 38 | Cronulla-Sutherland Sharks | Campbelltown Stadium, Sydney Zuschauer: 7.531 Schiedsrichter: Moghseen Jadwat |
| 25. Juli | Bericht                 |        |                            | Campbelltown Stadium, Sydney Zuschauer: 7.531 Schiedsrichter: Moghseen Jadwat |

| 26. Juli | Adelaide Rams | 22 : 20 | Auckland Warriors | Hindmarsh Oval, Adelaide Zuschauer: 7.445 Schiedsrichter: Kelvin Jeffes |
| 26. Juli | Bericht       |         |                   | Hindmarsh Oval, Adelaide Zuschauer: 7.445 Schiedsrichter: Kelvin Jeffes |

| 26. Juli | Parramatta Eels | 8 : 22 | Canberra Raiders | Parramatta Stadium, Sydney Zuschauer: 10.085 Schiedsrichter: Paul McBlane |
| 26. Juli | Bericht         |        |                  | Parramatta Stadium, Sydney Zuschauer: 10.085 Schiedsrichter: Paul McBlane |

| 26. Juli | Penrith Panthers | 26 : 18 | Canterbury-Bankstown Bulldogs | Penrith Park, Sydney Zuschauer: 6.404 Schiedsrichter: Brian Grant |
| 26. Juli | Bericht          |         |                               | Penrith Park, Sydney Zuschauer: 6.404 Schiedsrichter: Brian Grant |

| 26. Juli | St. George Dragons | 22 : 12 | Sydney City Roosters | Kogarah Oval, Sydney Zuschauer: 5.173 Schiedsrichter: Steve Clark |
| 26. Juli | Bericht            |         |                      | Kogarah Oval, Sydney Zuschauer: 5.173 Schiedsrichter: Steve Clark |

## Runde 21
| 31. Juli | Auckland Warriors | 34 : 18 | North Queensland Cowboys | Mount Smart Stadium, Auckland Zuschauer: 4.500 Schiedsrichter: Bill Harrigan |
| 31. Juli | Bericht           |         |                          | Mount Smart Stadium, Auckland Zuschauer: 4.500 Schiedsrichter: Bill Harrigan |

| 31. Juli | Cronulla-Sutherland Sharks | 38 : 10 | St. George Dragons | Endeavour Field, Sydney Zuschauer: 18.759 Schiedsrichter: Tim Mander |
| 31. Juli | Bericht                    |         |                    | Endeavour Field, Sydney Zuschauer: 18.759 Schiedsrichter: Tim Mander |

| 1. August | Brisbane Broncos | 46 : 12 | Adelaide Rams | Queen Elizabeth II Stadium, Brisbane Zuschauer: 13.858 Schiedsrichter: Matt Hewitt |
| 1. August | Bericht          |         |               | Queen Elizabeth II Stadium, Brisbane Zuschauer: 13.858 Schiedsrichter: Matt Hewitt |

| 1. August | Gold Coast Chargers | 14 : 19 | North Sydney Bears | Carrara Stadium, Gold Coast Zuschauer: 5.336 Schiedsrichter: Moghseen Jadwat |
| 1. August | Bericht             |         |                    | Carrara Stadium, Gold Coast Zuschauer: 5.336 Schiedsrichter: Moghseen Jadwat |

| 1. August | Newcastle Knights | 26 : 28 | Illawarra Steelers | Hunter Stadium, Newcastle Zuschauer: 20.026 Schiedsrichter: Steve Clark |
| 1. August | Bericht           |         |                    | Hunter Stadium, Newcastle Zuschauer: 20.026 Schiedsrichter: Steve Clark |

| 1. August | South Sydney Rabbitohs | 8 : 16 | Parramatta Eels | Sydney Football Stadium, Sydney Zuschauer: 6.140 Schiedsrichter: Paul Simpkins |
| 1. August | Bericht                |        |                 | Sydney Football Stadium, Sydney Zuschauer: 6.140 Schiedsrichter: Paul Simpkins |

| 2. August | Canberra Raiders | 48 : 26 | Penrith Panthers | Bruce Stadium, Canberra Zuschauer: 9.198 Schiedsrichter: Sean Hampstead |
| 2. August | Bericht          |         |                  | Bruce Stadium, Canberra Zuschauer: 9.198 Schiedsrichter: Sean Hampstead |

| 2. August | Canterbury-Bankstown Bulldogs | 56 : 14 | Western Suburbs Magpies | Belmore Sportsground, Sydney Zuschauer: 6.125 Schiedsrichter: Kelvin Jeffes |
| 2. August | Bericht                       |         |                         | Belmore Sportsground, Sydney Zuschauer: 6.125 Schiedsrichter: Kelvin Jeffes |

| 2. August | Manly-Warringah Sea Eagles | 20 : 18 | Balmain Tigers | Brookvale Oval, Sydney Zuschauer: 15.559 Schiedsrichter: Brian Grant |
| 2. August | Bericht                    |         |                | Brookvale Oval, Sydney Zuschauer: 15.559 Schiedsrichter: Brian Grant |

| 2. August | Sydney City Roosters | 20 : 32 | Melbourne Storm | Sydney Football Stadium, Sydney Zuschauer: 14.184 Schiedsrichter: Paul McBlane |
| 2. August | Bericht              |         |                 | Sydney Football Stadium, Sydney Zuschauer: 14.184 Schiedsrichter: Paul McBlane |

## Runde 22
| 7. August | Adelaide Rams | 10 : 32 | Manly-Warringah Sea Eagles | Hindmarsh Oval, Adelaide Zuschauer: 7.459 Schiedsrichter: Kelvin Jeffes |
| 7. August | Bericht       |         |                            | Hindmarsh Oval, Adelaide Zuschauer: 7.459 Schiedsrichter: Kelvin Jeffes |

| 7. August | Melbourne Storm | 20 : 10 | Cronulla-Sutherland Sharks | Olympic Park Stadium, Melbourne Zuschauer: 13.667 Schiedsrichter: Steve Clark |
| 7. August | Bericht         |         |                            | Olympic Park Stadium, Melbourne Zuschauer: 13.667 Schiedsrichter: Steve Clark |

| 8. August | North Queensland Cowboys | 10 : 22 | Brisbane Broncos | Willows Sports Complex, Townsville Zuschauer: 30.250 Schiedsrichter: Paul McBlane |
| 8. August | Bericht                  |         |                  | Willows Sports Complex, Townsville Zuschauer: 30.250 Schiedsrichter: Paul McBlane |

| 8. August | North Sydney Bears | 22 : 6 | Balmain Tigers | North Sydney Oval, Sydney Zuschauer: 6.619 Schiedsrichter: Paul Simpkins |
| 8. August | Bericht            |        |                | North Sydney Oval, Sydney Zuschauer: 6.619 Schiedsrichter: Paul Simpkins |

| 8. August | Penrith Panthers | 14 : 20 | Parramatta Eels | Penrith Park, Sydney Zuschauer: 10.214 Schiedsrichter: Tim Mander |
| 8. August | Bericht          |         |                 | Penrith Park, Sydney Zuschauer: 10.214 Schiedsrichter: Tim Mander |

| 8. August | Western Suburbs Magpies | 0 : 22 | Canberra Raiders | Campbelltown Stadium, Sydney Zuschauer: 5.749 Schiedsrichter: Moghseen Jadwat |
| 8. August | Bericht                 |        |                  | Campbelltown Stadium, Sydney Zuschauer: 5.749 Schiedsrichter: Moghseen Jadwat |

| 9. August | Illawarra Steelers | 10 : 48 | Sydney City Roosters | Wollongong Showground, Wollongong Zuschauer: 8.178 Schiedsrichter: Sean Hampstead |
| 9. August | Bericht            |         |                      | Wollongong Showground, Wollongong Zuschauer: 8.178 Schiedsrichter: Sean Hampstead |

| 9. August | Newcastle Knights | 19 : 12 | Gold Coast Chargers | Hunter Stadium, Newcastle Zuschauer: 11.444 Schiedsrichter: Matt Hewitt |
| 9. August | Bericht           |         |                     | Hunter Stadium, Newcastle Zuschauer: 11.444 Schiedsrichter: Matt Hewitt |

| 9. August | St. George Dragons | 16 : 28 | Canterbury-Bankstown Bulldogs | Kogarah Oval, Sydney Zuschauer: 10.739 Schiedsrichter: Bill Harrigan |
| 9. August | Bericht            |         |                               | Kogarah Oval, Sydney Zuschauer: 10.739 Schiedsrichter: Bill Harrigan |

| 9. August | South Sydney Rabbitohs | 20 : 18 | Auckland Warriors | Sydney Football Stadium, Sydney Zuschauer: 3.733 Schiedsrichter: Brian Grant |
| 9. August | Bericht                |         |                   | Sydney Football Stadium, Sydney Zuschauer: 3.733 Schiedsrichter: Brian Grant |

## Runde 23
| 14. August | Canberra Raiders | 28 : 24 | St. George Dragons | Bruce Stadium, Canberra Zuschauer: 13.261 Schiedsrichter: Steve Clark |
| 14. August | Bericht          |         |                    | Bruce Stadium, Canberra Zuschauer: 13.261 Schiedsrichter: Steve Clark |

| 14. August | Penrith Panthers | 36 : 18 | South Sydney Rabbitohs | Penrith Park, Sydney Zuschauer: 9.427 Schiedsrichter: Moghseen Jadwat |
| 14. August | Bericht          |         |                        | Penrith Park, Sydney Zuschauer: 9.427 Schiedsrichter: Moghseen Jadwat |

| 15. August | Adelaide Rams | 0 : 36 | North Sydney Bears | Hindmarsh Oval, Adelaide Zuschauer: 7.035 Schiedsrichter: Sean Hampstead |
| 15. August | Bericht       |        |                    | Hindmarsh Oval, Adelaide Zuschauer: 7.035 Schiedsrichter: Sean Hampstead |

| 15. August | Canterbury-Bankstown Bulldogs | 8 : 4 | Melbourne Storm | Belmore Sportsground, Sydney Zuschauer: 11.179 Schiedsrichter: Paul McBlane |
| 15. August | Bericht                       |       |                 | Belmore Sportsground, Sydney Zuschauer: 11.179 Schiedsrichter: Paul McBlane |

| 15. August | Cronulla-Sutherland Sharks | 22 : 30 | Illawarra Steelers | Endeavour Field, Sydney Zuschauer: 6.481 Schiedsrichter: Brian Grant |
| 15. August | Bericht                    |         |                    | Endeavour Field, Sydney Zuschauer: 6.481 Schiedsrichter: Brian Grant |

| 16. August | Balmain Tigers | 16 : 30 | Newcastle Knights | Leichhardt Oval, Sydney Zuschauer: 4.864 Schiedsrichter: Kelvin Jeffes |
| 16. August | Bericht        |         |                   | Leichhardt Oval, Sydney Zuschauer: 4.864 Schiedsrichter: Kelvin Jeffes |

| 16. August | Brisbane Broncos | 16 : 4 | Auckland Warriors | Queen Elizabeth II Stadium, Brisbane Zuschauer: 16.456 Schiedsrichter: Tim Mander |
| 16. August | Bericht          |        |                   | Queen Elizabeth II Stadium, Brisbane Zuschauer: 16.456 Schiedsrichter: Tim Mander |

| 16. August | Manly-Warringah Sea Eagles | 28 : 12 | North Queensland Cowboys | Brookvale Oval, Sydney Zuschauer: 8.422 Schiedsrichter: Bill Harrigan |
| 16. August | Bericht                    |         |                          | Brookvale Oval, Sydney Zuschauer: 8.422 Schiedsrichter: Bill Harrigan |

| 16. August | Parramatta Eels | 50 : 4 | Western Suburbs Magpies | Parramatta Stadium, Sydney Zuschauer: 7.085 Schiedsrichter: Matt Hewitt |
| 16. August | Bericht         |        |                         | Parramatta Stadium, Sydney Zuschauer: 7.085 Schiedsrichter: Matt Hewitt |

| 16. August | Sydney City Roosters | 34 : 10 | Gold Coast Chargers | Eric Weissel Oval, Wagga Wagga Zuschauer: 4.115 Schiedsrichter: Paul Simpkins |
| 16. August | Bericht              |         |                     | Eric Weissel Oval, Wagga Wagga Zuschauer: 4.115 Schiedsrichter: Paul Simpkins |

## Runde 24
| 21. August | Melbourne Storm | 16 : 12 | Canberra Raiders | Olympic Park Stadium, Melbourne Zuschauer: 18.231 Schiedsrichter: Bill Harrigan |
| 21. August | Bericht         |         |                  | Olympic Park Stadium, Melbourne Zuschauer: 18.231 Schiedsrichter: Bill Harrigan |

| 22. August | Balmain Tigers | 4 : 40 | Sydney City Roosters | Leichhardt Oval, Sydney Zuschauer: 12.914 Schiedsrichter: Sean Hampstead |
| 22. August | Bericht        |        |                      | Leichhardt Oval, Sydney Zuschauer: 12.914 Schiedsrichter: Sean Hampstead |

| 22. August | Gold Coast Chargers | 18 : 20 | Cronulla-Sutherland Sharks | Carrara Stadium, Gold Coast Zuschauer: 7.017 Schiedsrichter: Tim Mander |
| 22. August | Bericht             |         |                            | Carrara Stadium, Gold Coast Zuschauer: 7.017 Schiedsrichter: Tim Mander |

| 22. August | Newcastle Knights | 34 : 20 | Adelaide Rams | Hunter Stadium, Newcastle Zuschauer: 17.281 Schiedsrichter: Moghseen Jadwat |
| 22. August | Bericht           |         |               | Hunter Stadium, Newcastle Zuschauer: 17.281 Schiedsrichter: Moghseen Jadwat |

| 23. August | Auckland Warriors | 12 : 38 | Manly-Warringah Sea Eagles | Mount Smart Stadium, Auckland Zuschauer: 12.000 Schiedsrichter: Paul McBlane |
| 23. August | Bericht           |         |                            | Mount Smart Stadium, Auckland Zuschauer: 12.000 Schiedsrichter: Paul McBlane |

| 23. August | Illawarra Steelers | 24 : 25 | Canterbury-Bankstown Bulldogs | Wollongong Showground, Wollongong Zuschauer: 13.106 Schiedsrichter: Steve Clark |
| 23. August | Bericht            |         |                               | Wollongong Showground, Wollongong Zuschauer: 13.106 Schiedsrichter: Steve Clark |

| 23. August | North Sydney Bears | 62 : 0 | North Queensland Cowboys | North Sydney Oval, Sydney Zuschauer: 15.604 Schiedsrichter: Kelvin Jeffes |
| 23. August | Bericht            |        |                          | North Sydney Oval, Sydney Zuschauer: 15.604 Schiedsrichter: Kelvin Jeffes |

| 23. August | St. George Dragons | 15 : 15 | Parramatta Eels | Kogarah Oval, Sydney Zuschauer: 16.659 Schiedsrichter: Brian Grant |
| 23. August | Bericht            |         |                 | Kogarah Oval, Sydney Zuschauer: 16.659 Schiedsrichter: Brian Grant |

| 23. August | South Sydney Rabbitohs | 10 : 16 | Brisbane Broncos | Sydney Football Stadium, Sydney Zuschauer: 7.262 Schiedsrichter: Matt Hewitt |
| 23. August | Bericht                |         |                  | Sydney Football Stadium, Sydney Zuschauer: 7.262 Schiedsrichter: Matt Hewitt |

| 23. August | Western Suburbs Magpies | 20 : 36 | Penrith Panthers | Campbelltown Stadium, Sydney Zuschauer: 7.247 Schiedsrichter: Paul Simpkins |
| 23. August | Bericht                 |         |                  | Campbelltown Stadium, Sydney Zuschauer: 7.247 Schiedsrichter: Paul Simpkins |